# 86. ročník udílení Oscarů
86. ročník udílení Oscarů se konal 2. března 2014 v Dolby Theatre (dříve Kodak Theatre) v Hollywoodu, Los Angeles. Nominace byly vyhlášeny hercem Chrisem Hemsworthem a prezidentkou Akademie Cheryl Boone Isaacs 16. ledna. Galavečerem již podruhé provázela herečka a moderátorka Ellen DeGeneres. Nejvíc Oscarů získal film Gravitace a to sedm, včetně ceny za režii pro Alfonse Cuaróna. Nejvíce nominací, deset, posbíraly filmy Gravitace a Špinavý trik.
Dne 16. listopadu 2013 Akademie ocenila na svém tradičním slavnostním večeru Governors Awards některé tvůrce speciálními cenami. Oscara za celoživotní dílo si odnesli herci Angela Lansburyová a Steve Martin, a italský návrhář kostýmů Piero Tosi. Humanitární cena Jeana Hersholta byla udělena herečce a režisérce Angelině Jolie.

## Nominace

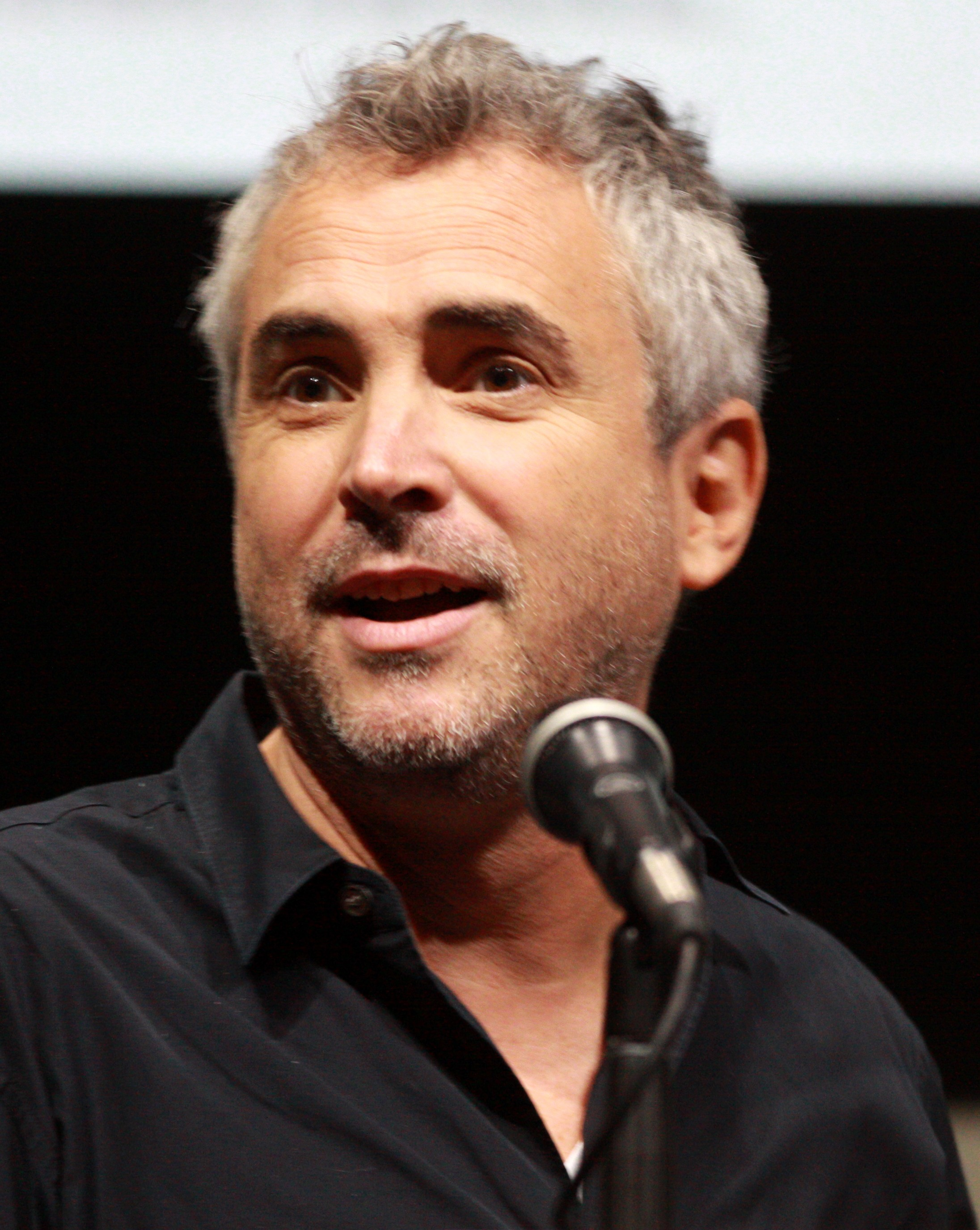
Nejlepší režie Alfonso Cuarón

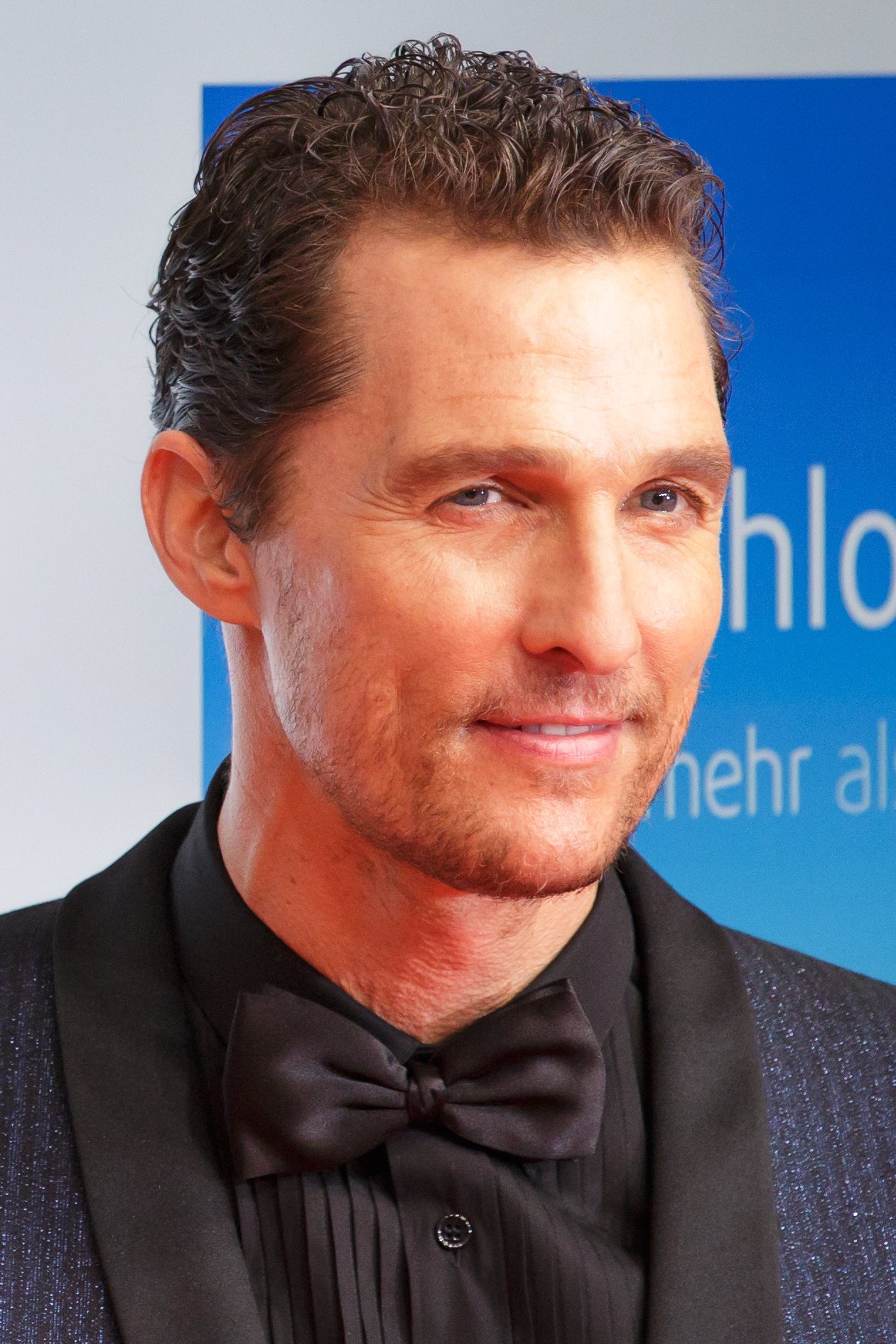
Nejlepší mužský herecký výkon v hlavní roli Matthew McConaughey

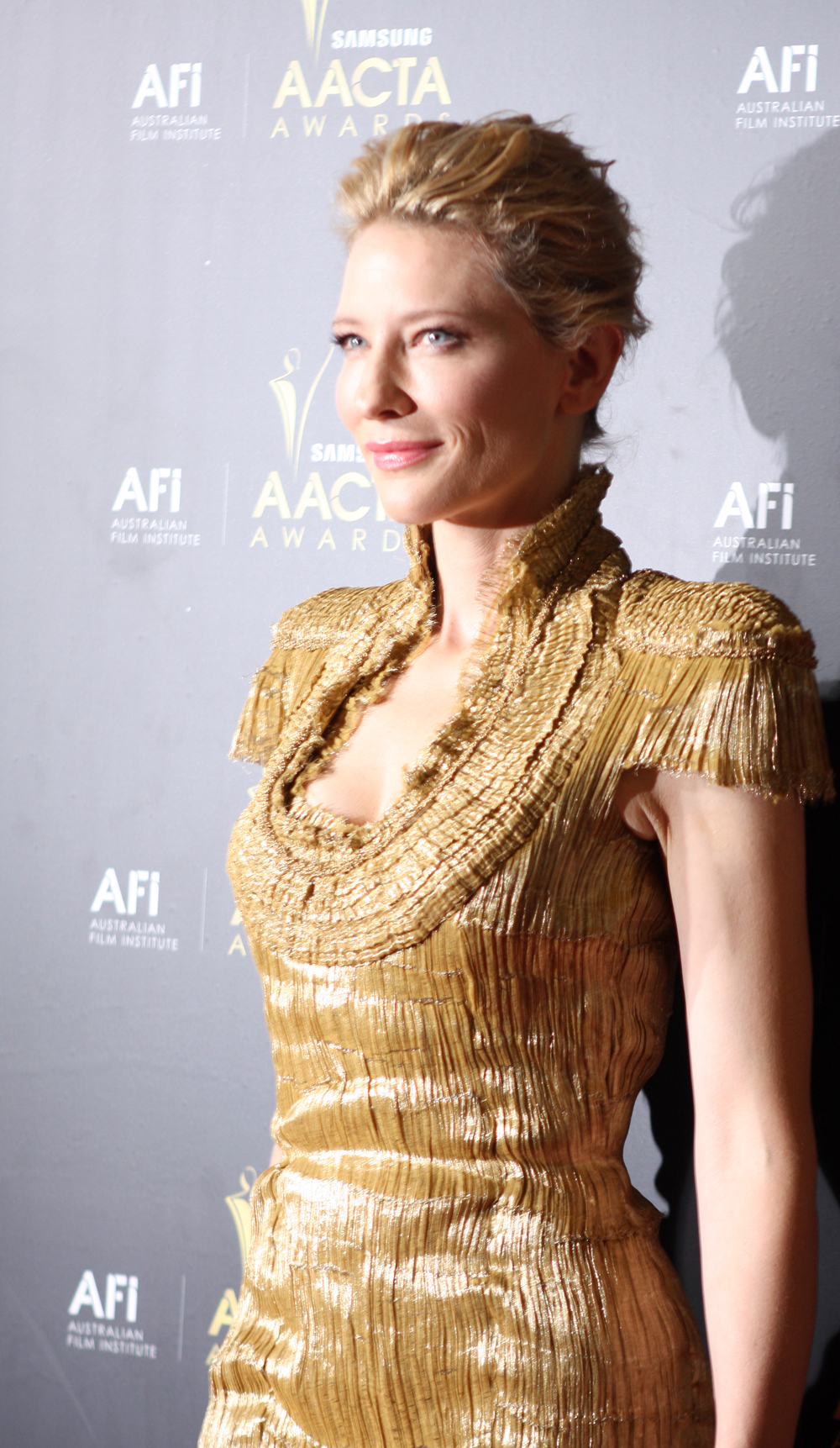
Nejlepší ženský herecký výkon v hlavní roli Cate Blanchett

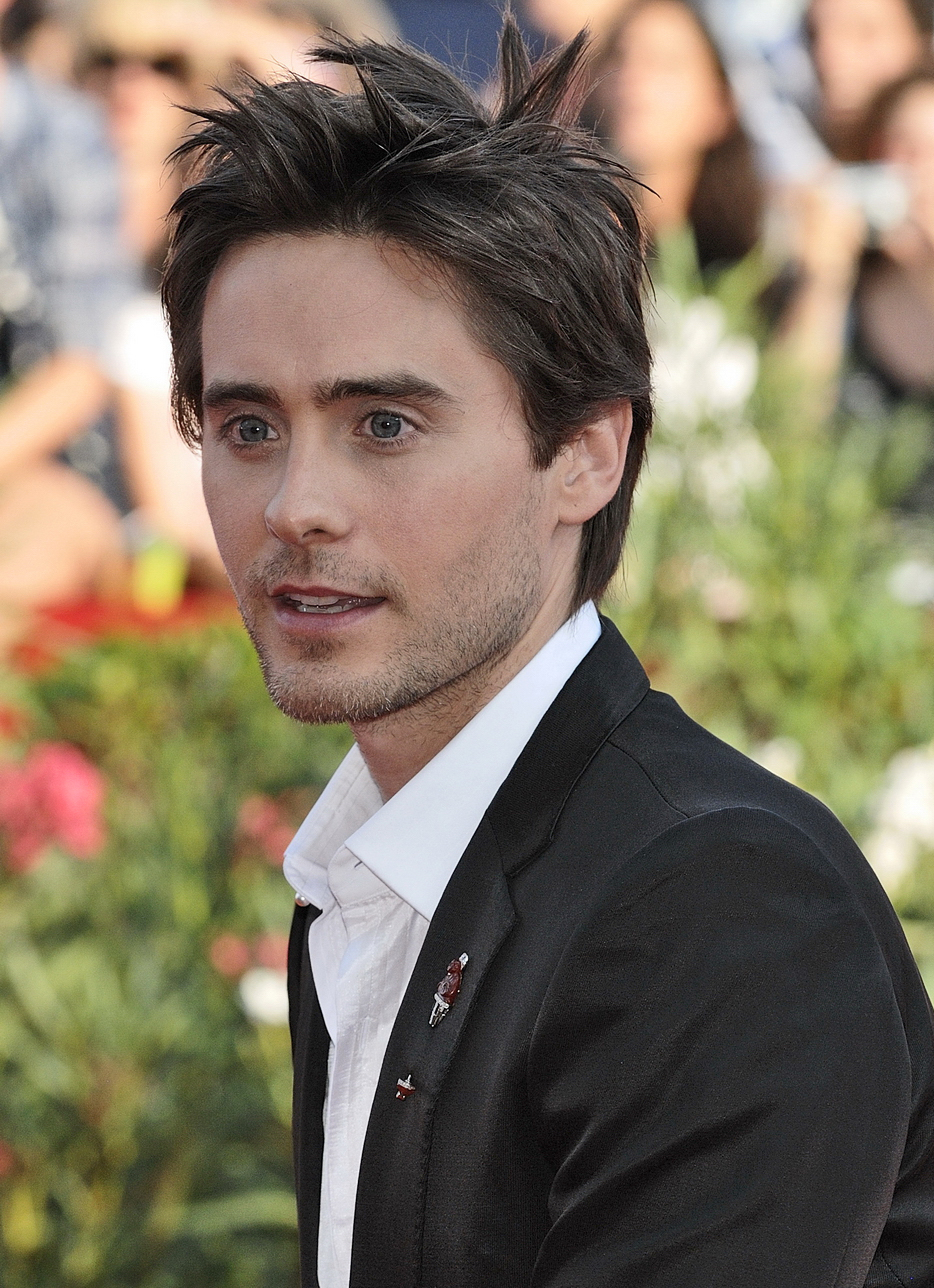
Nejlepší mužský herecký výkon ve vedlejší roli Jared Leto

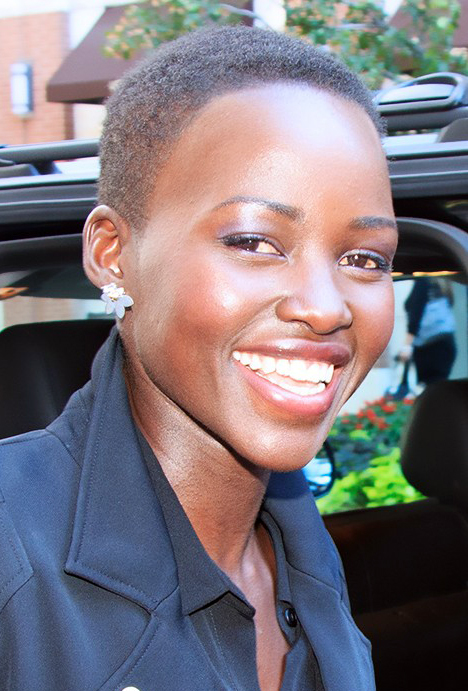
Nejlepší ženský herecký výkon ve vedlejší roli Lupita Nyong'o

### Nejlepší film
- 12 let v řetězech – producenti Brad Pitt, Dede Gardner, Jeremy Kleiner, Steve McQueen a Anthony Katagas
- Gravitace – producenti Alfonso Cuarón a David Heyman
- Ona – producenti Megan Ellison, Spike Jonze a Vincent Landay
- Kapitán Phillips – producenti Scott Rudin, Dana Brunetti a Michael De Luca
- Klub poslední naděje – producenti Robbie Brenner a Rachel Winter
- Nebraska – producenti Albert Berger a Ron Yerxa
- Philomena – producenti Gabrielle Tana, Steve Coogan a Tracey Seaward
- Špinavý trik – producenti Charles Roven, Richard Suckle, Megan Ellison a Jonathan Gordon
- Vlk z Wall Street – producenti Martin Scorsese, Leonardo DiCaprio, Joey McFarland a Emma Tillinger Koskoff

### Nejlepší režie
- Alfonso Cuarón – Gravitace
- Steve McQueen – 12 let v řetězech
- Alexander Payne – Nebraska
- David O. Russell – Špinavý trik
- Martin Scorsese – Vlk z Wall Street

### Nejlepší herec v hlavní roli
- Matthew McConaughey – Klub poslední naděje
- Christian Bale – Špinavý trik
- Bruce Dern – Nebraska
- Leonardo DiCaprio – Vlk z Wall Street
- Chiwetel Ejiofor – 12 let v řetězech

### Nejlepší herec ve vedlejší roli
- Jared Leto – Klub poslední naděje
- Barkhad Abdi – Kapitán Phillips
- Bradley Cooper – Špinavý trik
- Jonah Hill – Vlk z Wall Street
- Michael Fassbender – 12 let v řetězech

### Nejlepší herečka v hlavní roli
- Cate Blanchett – Jasmíniny slzy
- Amy Adams – Špinavý trik
- Sandra Bullock – Gravitace
- Judi Dench – Philomena
- Meryl Streep – Blízko od sebe

### Nejlepší herečka ve vedlejší roli
- Lupita Nyong'o – 12 let v řetězech
- Sally Hawkins – Jasmíniny slzy
- Jennifer Lawrenceová – Špinavý trik
- Julia Roberts – Blízko od sebe
- June Squibb – Nebraska

### Nejlepší adaptovaný scénář
- 12 let v řetězech – John Ridley
- Kapitán Phillips – Billy Ray
- Philomena – Steve Coogan a Jeff Pope
- Před půlnocí – Richard Linklater, Julie Delpy a Ethan Hawke
- Vlk z Wall Street – Terence Winter

### Nejlepší původní scénář
- Ona – Spike Jonze
- Jasmíniny slzy – Woody Allen
- Klub poslední naděje – Craig Borten a Melisa Wallack
- Nebraska – Bob Nelson
- Špinavý trik – Eric Warren Singer a David O. Russell

### Nejlepší cizojazyčný film
- Velká nádhera – režie Paolo Sorrentino (La Grande bellezza, Itálie)
- Přerušený kruh – režie Felix Van Groeningen (The Broken Circle Breakdown, Belgie)
- Hon – režie Thomas Vinterberg (Jagten, Dánsko)
- Chybějící obraz – režie Rithy Panh (L'Image manquante, Kambodža)
- Omar – režie Hany Abu-Assad (Omar, Palestina)

### Nejlepší animovaný film
- Ledové království – režie Chris Buck a Jennifer Lee
- Croodsovi – režie Chris Sanders a Kirk De Micco
- Já, padouch 2 – režie Pierre Coffin a Chris Renaud
- Zvedá se vítr – režie Hajao Mijazaki
- O myšce a medvědovi – režie Stéphane Aubier, Vincent Patar, Benjamin Renner

### Nejlepší výprava
- Velký Gatsby – Vedoucí výpravy Catherine Martin, dekorace Beverley Dunn
- 12 let v řetězech – Vedoucí výpravy Adam Stockhausen, dekorace Alice Baker
- Gravitace – Vedoucí výpravy Andy Nicholson, dekorace Rosie Goodwin a Joanne Woollard
- Ona – Vedoucí výpravy K.K. Barrett, dekorace Gene Serdena
- Špinavý trik – Vedoucí výpravy Judy Becker, dekorace Heather Loeffler

### Nejlepší kostýmy
- Velký Gatsby – Catherine Martin
- 12 let v řetězech – Patricia Norris
- Vášeň mezi řádky – Michael O'Connor
- Špinavý trik – Michael Wilkinson
- Velmistr – William Chang Suk Ping

### Nejlepší masky
- Klub poslední naděje – Adruitha Lee a Robin Mathews
- Jackass: Děda Mizera – Stephen Prouty
- Osamělý jezdec – Joel Harlow a Gloria Pasqua-Casny

### Nejlepší kamera
- Gravitace – Emmanuel Lubezki
- Nebraska – Phedon Papamichael
- V nitru Llewyna Davise – Bruno Delbonnel
- Velmistr – Philippe Le Sourd
- Zmizení – Roger A. Deakins

### Nejlepší hudba
- Gravitace – Steven Price
- Ona – William Butler a Owen Pallett
- Philomena – Alexandre Desplat
- Zachraňte pana Bankse – Thomas Newman
- Zlodějka knih – John Williams

### Nejlepší píseň
- „Let it Go“ – Ledové království – hudba a text Kristen Anderson-Lopez a Robert Lopez
- „The Moon Song“ – Ona – hudba Karen O, text Karen O a Spike Jonze
- „Happy“ – Já, padouch 2 – hudba a text Pharrell Williams
- „Ordinary Love“ – Mandela: Dlouhá cesta ke svobodě – hudba Paul Hewson, Dave Evans, Adam Clayton, Larry Mullen (a.k.a. U2), text Paul Hewson
- „Alone Yet Not Alone“ – Alone Yet Not Alone – hudba Bruce Broughton, text Dennis Spiegel[p 1][5]

### Nejlepší střih
- Gravitace – Alfonso Cuarón a Mark Sanger
- 12 let v řetězech – Joe Walker
- Kapitán Phillips – Christopher Rouse
- Klub poslední naděje – John Mac McMurphy a Martin Pensa
- Špinavý trik – Jay Cassidy, Crispin Struthers a Alan Baumgarten

### Nejlepší zvuk
- Gravitace – Skip Lievsay, Niv Adiri, Christopher Benstead a Chris Munro
- Hobit: Šmakova dračí poušť – Christopher Boyes, Michael Hedges, Michael Semanick a Tony Johnson
- Kapitán Phillips – Chris Burdon, Mark Taylor, Mike Prestwood Smith a Chris Munro
- Na život a na smrt – Andy Koyama, Beau Borders a David Brownlow
- V nitru Llewyna Davise – Skip Lievsay, Greg Orloff a Peter F. Kurland

### Nejlepší střih zvuku
- Gravitace – Glenn Freemantle
- Hobit: Šmakova dračí poušť – Brent Burge a Chris Ward
- Kapitán Phillips – Oliver Tarney
- Na život a na smrt – Wylie Stateman
- Vše je ztraceno – Steve Boeddeker a Richard Hymns

### Nejlepší vizuální efekty
- Gravitace – Tim Webber, Chris Lawrence, Dave Shirk a Neil Corbould
- Hobit: Šmakova dračí poušť – Joe Letteri, Eric Saindon, David Clayton a Eric Reynolds
- Iron Man 3 – Christopher Townsend, Guy Williams, Erik Nash a Dan Sudick
- Osamělý jezdec – Tim Alexander, Gary Brozenich, Edson Williams a John Frazier
- Star Trek: Do temnoty – Roger Guyett, Patrick Tubach, Ben Grossmann a Burt Dalton

### Nejlepší celovečerní dokumentární film
- 20 Feet from Stardom – Morgan Neville, Gil Friesen a Caitrin Rogers
- Způsob zabíjení – Joshua Oppenheimer a Signe Byrge Sørensen
- Fešanda a boxer – Zachary Heinzerling a Lydia Dean Pilcher
- Dirty Wars – Rick Rowley a Jeremy Scahill
- Náměstí Tahrír – Jehane Noujaim a Karim Amer

### Nejlepší krátký dokumentární film
- The Lady In Number 6 – Malcolm Clarke a Nicholas Reed
- Cavedigger – Jeffrey Karoff
- Facing Fear – Jason Cohen
- Důstojnost nemá hranic  – Sara Ishaq
- Prison Terminal: The Last Days of Private Jack Hall – Edgar Barens

### Nejlepší krátký animovaný film
- Mr Hublot – Laurent Witz a Alexandre Espigares
- Feral – Daniel Sousa a Dan Golden
- Mickeyho velká jízda – Lauren MacMullanová a Dorothy McKim
- Pokoj na koštěti – Max Lang a Jan Lachauer
- Tsukumo – Shuhei Morita

### Nejlepší krátkometrážní hraný film
- Helium – Anders Walter a Kim Magnusson
- Aquel no era yo – Esteban Crespo
- Než o všechno přijdeme – Xavier Legrand a Alexandre Gavras
- Do I Have to Take Care of Everything? – Selma Vilhunen a Kirsikka Saari
- Voormanův problém – Mark Gill a Baldwin Li